# Iglesia de San Demetrio (Novocherkask)
La Iglesia de San Demetrio (en ruso, Свя́то-Дими́триевский храм) es un templo de la Iglesia Ortodoxa Rusa situado en la ciudad de Novocherkask, construido a del siglo XIX según el proyecto del arquitecto Ivan Valprede. Está situado en el cementerio de la ciudad.

## Historia
En 1810, una iglesia de madera de San Demetrio fue consagrada en el territorio del cementerio de Novocherkask, esta existió hasta 1861, pues en 1857, comenzó la construcción de una iglesia de piedra que la reemplazaría. Su construcción se llevó a cabo a expensas del fondo donado por los cosacos del Don y varios mecenas, y se completó en 1859, según proyecto del famoso arquitecto Ivan Valprede. 
En 1901 se abrió una escuela parroquial en la iglesia y se construyó una capilla dedicada a la memoria de los cosacos que murieron en la Primera Guerra Mundial.
En el cementerio se sepultó el primer atamán elegido de Don cosacos desde la época de Pedro I Alexei Kaledin (su tumba no se ha conservado).